# Язиково (Новгородська область)
Язиково (Язиково-Рождєственське) — село без постійного населення в  Окуловському муніципальному районі  Новгородської області, відноситься до  Угловського міського поселення.
Село знаходиться за 10 км від  Озерок на березі річки Язиковка у місці її впадання в річку  Шегрінка. На протилежному березі Шегрінки розташоване село  Шевцове.

## Історія
У минулому сільце Рождєственське Боровичського повіту Новгородської губернії.
До 12 квітня 2010 р. село входило до складу Озерковського сільського поселення, потім увійшло до складу Угловського міського поселення.

## Населення
| 2010 | 2011 |
| ---- | ---- |
| 0    | →0   |

## Люди, пов'язані з селом
- 17 червня 1846 року народився мандрівник, учений-гуманіст Микола Миколайович Миклухо-Маклай.
- 1887 року місцевий маєток придбав Стасов Дмитро Васильович — юрист-адвокат, громадський діяч, син архітектора Василя Стасова, брат музичного та художнього критика Володимира Стасова. Щоліта до маєтку, аж до 1910 року, приїжджала разом з іншими членами сім'ї Стасова, його дочка — Олена Дмитрівна, відома більшовичка, соратниця В. І. Леніна, член РСДРП з 1898 року. Після Жовтневої революції 1917 року, в колишньому будинку Стасових (1911 року Дмитро Стасов продав маєток) розміщувалася початкова школа[4].